# ویزناو
ویزناو (به آلمانی: Wiesenau) یک شهر در آلمان است که در اودر-اشپری واقع شده‌است. ویزناو ۱٬۴۲۶ نفر جمعیت دارد.